# Roland Forsberg
Per Roland Forsberg, född 18 september 1939 i Sankt Görans församling, Stockholm. Kyrkomusiker och tonsättare verksam i Stockholm. Högre organistexamen 1964. Diplom i orgel 1968. Deltog som expert i 1969 års psalmkommitté.
Bland stipendier kan nämnas STIM:s tonsättarstipendium 1974, 1981 och 1985 och Föreningen Svenska Tonsättares stipendium 1997, 2003 och 2005. I den senare invald som medlem 1975.
Han finns representerad i Den svenska psalmboken 1986 med ett antal verk (nr 27, 49, 87a, 96, 208, 335, 412, 599, 627, 653, 654, 665, 667, 669 och 672). Han är också representerad i Herren Lever 1977, som i ett samarbetsprojekt mellan frikyrkorna utgör en provpsalmbok inför 1986 års ekumeniska psalmbok.

## Psalmer
- Det tänds ett ljus (1986 nr 208) tonsatt 1978
- Det är sant att Jesus lever (Herren Lever 1977 nr 870, 1986 nr 49) tonsatt 1971
- Detta är den dag som Herren har gjort (1986 nr 665) tonsatt  1979
- Du är större än mitt hjärta (1986 nr 27) tonsatt 1981
- Du öppnar din hand (1986 nr 667) tonsatt 1976
- Ett Kristusbrev till världen (Herren Lever 1977 nr 837, 1986 nr 412) tonsatt 1968
- Herre, sänd ut din Ande (1986 nr 672) tonsatt 1984
- Herren är min herde, ingenting skall fattas mig (1986 nr 653) tonsatt 1976 och bearbetad 1979
- Låt rätten flyta fram såsom vatten (1986 nr 654) tonsatt 1978
- Min hjälp kommer från Herren (Herren Lever 1977 nr 907, 1986 nr 669) tonsättning 1978
- Nu är livet gömt hos Gud (1986 nr 627) tonsatt 1980
- O, låt ditt rike komma (Herren Lever 1977 nr 849,1986 nr 599) tonsatt 1970
- Vi tror på Gud som skapar världen (1986 nr 335) tonsatt 1971 och bearbetad 1974
- Våga vara den du i Kristus är (Herren Lever 1977 nr 910, 1986 nr 87a) tonsatt  1970 och bearbetad 1976
- Öppna mig för din kärlek (1986 nr 96) tonsatt 1978
- Själv utan gränser, tonsatt 1999.[1]

## Verklista

### Pianoverk
- Arioso (1975)
- Ballata per Helene op.200 (2011)
- Memoriamore op.159 a (1988)
- Polyfona preludier op.22 (1960)
- Romans (1960)
- Sju pianostycken (1959-1960) 
  - Preludium
  - Invention a 3
  - Fugato
  - Chaconne
  - Invention a 2
  - Impromtu
  - Humoresk
- Sommarpastoral (1965) (för 4:a händer)
- Sonata Lapponica : Sonat nr 3 op.276 a (1980)
- Sonata ostinata (1968)
- Sonatin nr 2 (1962)
- Tre folkvisor om kärlek och sorg (1976)
- Tre små pianostycken (1965)

### Orgelverk
- 4 vokaludier = 4 Vokaludien = 4 vocaludes : Suite no.7 over the name B-A-C-H op.148 (1985) 
  - I. Bicinium in B a 2 voci
  - II. Arioso in A a 3 voci
  - III. Canzonetta in C a 4 voci
  - IV. Hymn in H a 5 voci
- All världen nu sig gläder. Orgellek över en sommarkoral av Johann Steurlein (1976)
- Alla Guds löften. Fantasi över en koral av Gunno Södersten
- Att bedja är ej endast att begära (1966)
- Befall i Herrens händer : Koralpartita op.4 (1958)
- Blott en dag ... : meditation för orgel över sv ps 249 (2013)
- Brudmarsch till Daniela och Oscar (2015)
- Canzona candelae (1985)
- Ciacona Dalecarlica (1977)
- Credo triptyk op.154 (1988)
- Dona nobis pacem (1994)
- Dorisk fantasi över Gustaf Auléns melodi Guds kärlek är som... (1975)
- Drottningholmsmusik II : Orgelsvit nr.8 op 164 (1988-1989)
- Du är större än mitt hjärta : Koralfantasi op.150 (1986)
- Ecce novum gaudium. Variationer över en medeltida julvisa (1966)
- En bukett folkliga brudmarscher från sju svenska landskap (1991)
- En spelmans Glädjepreludium :PoS 341 (1999)
- Fantasi öfver choral i Sv Psalmb no 225 (1892)
- Fantasia Dalecarlica (1997)
- Födelsedagsvisan. Andlig visa fr Boda. Arr op.284 (1983)
- Gud som haver barnen kär. Orgelsvit nr 5 över psalmer för barn (1972-1974)
- Hexatyk : sex betraktelser op.177 över Daniel Olsons koral (1997)
- I denna ljuva sommartid (2002)
- I himmelen, i himmelen...Koral, passacaglia, fugato op.2 (1958)
- In dulci jubilo. Improvisationer (1968)
- Introduktion och passacaglia över koralen "Se, vi går upp till Jerusalem", op. 201. Utgiven 2013.[2]
- Jag nu den pärlan funnit har op.192 (2008)
- Jag nu den pärlan funnit har op.192b (2008/2014)
- Komme ditt rike. Partita över Waldemar Åhlens koral (1974)
- Koralmotiv, intonationer, preludier, postludier till...psalmer
- Kristi förklaring. Orgelbetraktelse över Matt 17:5-8 (1966)
- Kristi himmelsfärd. Orgelbetraktelse över Apg. 1:8-11 (1971)
- Mankellamento (2001)
- Med tacksam röst och tacksam själ : Orgelpartita över Sv.Ps 2 op.82 (1970)
- Min själ berömmer Gud med fröjd : triosats över PoS 531 (2001)
- Musica elegiaca per organo (1975)
- Nuckö-variationer op.182 (1999)
- Och frågorna mig bränner. Orgelmeditation (1975)
- Om vi bekänna. Orgelbetraktelse över Joh 1:7-9 (1968)
- Orgeljojk. Svit nr 6. Version 1 (1975)
- Orgeljojk. Version 2 : Svit (1975-1976)
- Orgelpreludier I [till] Den svenska koralboken, Psalmer och sånger nr 1-325
- Orgelpreludier II [till] Den svenska koralboken, Psalmer och sånger nr 335-677 (1991)
- Orgelpreludier II [till] Den svenska koralboken, Psalmer och sånger nr 335-677 (1991)
- Orgelpreludier III [till] Den svenska koralboken, Psalmer och sånger (1993)
- Orgeltankar kring en aftonpsalm op.277 (1980)
- Oviksfjäll ur Orgeljojk II (1976/1999)
- Partita över 'Ingen hinner fram till den eviga ron'(Sv.P- s 265) (1967)
- Passacaglia
- Pastoral op.45:3b (1965/2001)
- Preludium C-dur över 'Detta är den dag' (Sv.Ps 665)
- Psalmoludier op.198 (1962/2011)
- Sicut cervus : Sinfonia per organo. Orgelsymfoni över Psalt 42 (1977)
- Sinfonia [G-dur, BeRI 26 A-dur] (1993)
- Sju Skånekoraler för orgel (1977)
- Skärgårdsorgel op.176 (1992-1995)
- Som sådden förnimmer ... : orgelreflexioner kring en körhymn op.179 (1997)
- Sonata archipelago op.174b (1995/2005)
- Sorgmarsch (1957/2001)
- Spelmanspreludium till Gunnar Hahns Glädjehymn (1999/2004)
- Svit f orgel nr 3 (1961)
- Svit nr 9 : sju svenska folkmelodier op.188 (1979/2003)
- Tre Adventspreludier op.199 (2005-2011)
- Tre Dalakoraler f orgel (1971)
- Två orgelstycken över folkliga melodier fr Dalarna
- Vägen : Orgelsvit nr 4 op.70 över koraler med genomgående textmotiv (1967-1968)
- Vägen. Orgelsvit nr 4 (1967-1968)
- Öppna mig för din kärlek : preludium och fuga över sv.ps. 96 op.196 (2010)
- [Orgeljojk. Svit nr 6] Jojkar från Jukkasjärvi (1975)
- [Preludium och fuga op.167 över Sv.Ps 49] Prelude and fugue (1991)

### Stråkverk
- Brudmarsch till Daniela och Oscar (2015)
- Malungsvit op.135 (1979)
- Memoria op.160 a (1988)
- Memoriamore : Ricercare op.159 b (1988)
- Pastoral över namnet BACH op.184 (2000)
- Sonata Lapponica : Sonat nr 1 op.276 b (1980)
- Sonatin nr 2 (1959)
- Sonatina da cappella (1983)
- Två stycken (Passacaglia - Fuga) (1958)
- [Skärgårdsvisioner op.175] Solstråk över Utö (1995)

### Körverk
- Öppna mig för din kärlek (1978/2013)